# Mikroregion Javornicko
Die Mikroregion Javornicko ist ein Teil der Slezská Haná, Tschechien, und  besteht aus den Gemeinden Javorník, Bernartice u Javorníka, Bílá Voda, Uhelná und Vlčice u Javorníka. Die Fläche beträgt 16.213 ha, das entspricht 22,6 % der Fläche des Okres Jeseník. 
Geographisch liegt diese Mikroregion nordwestlich der Stadt Jeseník in Javornický výběžek. Dieser nördlichste Bereich grenzt an drei Seiten an Polen. Die Region wird auch wegen der hohen Ertragskraft der Felder und den außerordentlich guten Wetterbedingungen Slezská Haná genannt – nach dem mährischen Gebiet Haná. An der nordwestlichen Seite der Mikroregion befindet sich das Reichensteiner Gebirge, das ans Altvatergebirge anschließt.
Touristisch erschlossen, bietet die Landschaft weite Flächen, Seen wie den Velký Pavlovický rybník, Urwald im Naturreservat, den man auch Dschungel nennt, und zahlreiche Burgen. In der Region verkehrt eine Schmalspureisenbahn. 